# Baškirija
Baškirija ili Baškortostan (baškirski: Башҡортостан, ruski: Башки́рия, Башкортоста́н) je republika u Ruskoj Federaciji smještana na južnom Uralu i Zauralju.

## Geografija
- Bannoje je najdublje jezero u Baškiriji (28 m).

## Poznate osobe
- Salavat Julajev (1752. – 1800,), pjesnik i jedan od lidera u Pugačevoj buni (1773. – 1775.)
- Ismail Tasimov, (1744. –  1787.), rudarski magnat
- Mihail Nesterov, ruski umjetnik rođen u Ufi (1862. – 1942.), slikar ikona
- Fjodor Šaljapin (1873. – 1938.), operni pjevač, napravio svoj debi u Ufskoj operi (umro je u Parizu)
- Rudolf Nurejev (1938. – 1993.), baletan (umro je u Francuskoj)
- Mousa Garjejev (1922. – 1987.), ratni heroj pilot Sovjetskog Saveza
- Vladimir Spivakov (rođen 1944.), violinist i dirigent